# Tatiana Vialle
Pour les articles homonymes, voir Vialle.
Tatiana Vialle, également appelée Tatiana Vialle-Nuytten, Tatiana Nuytten-Vialle ou Tatiana Nuytten, est une réalisatrice, actrice, directrice de casting et metteuse en scène française.

## Biographie
Tatiana Vialle est la fille du comédien Max Vialle et de la compositrice interprète Sonia Laroze. 
Après avoir suivi une formation de comédienne, elle devient directrice de casting en 1991, et coach de comédiens, notamment sur Ni le ciel ni la terre de Clément Cogitore.
Elle réalise également deux courts métrages, Du poulet, avec Jean Carmet et Aurore Clément, prix du public au Festival de Sarlat en 1996, et Venerman, coréalisé avec son fils aîné Swann Arlaud, et interprété par son fils cadet Tobias Nuytten, prix du public au Festival européen du film court de Brest en 2018.

### Vie privée
Elle a été en couple avec le chef décorateur Yan Arlaud ; ils sont les parents de l'acteur Swann Arlaud, né en 1981.
Elle est en couple avec Bruno Nuytten depuis 1996. Ils sont les parents de l'acteur Tobias Nuytten et de Galathée Nuytten.

## Filmographie

### Actrice
- 1979 : Gros-Câlin de Jean-Pierre Rawson : la jeune fille
- 1980 : La Femme flic d'Yves Boisset : la fille du boulanger
- 1983 : Un chien dans un jeu de quilles de Bernard Guillou
- 1984 : Fort Saganne d'Alain Corneau : Jeanne
- 1989 : Comédie d'amour de Jean-Pierre Rawson : une doucette
- 2009 : Domaine de Patric Chiha : Jeanne
- 2015 : Peur de rien de Danielle Arbid : la mère de Rafaël
- 2017 : Aurore de Laetitia Masson : Alice Tolkias

### Réalisatrice
- 1994 : Du poulet
- 2018 : Venerman (coréalisateur : Swann Arlaud)

### Scénariste
- 1994 : Du poulet
- 1996 : Un dimanche chez les Pinto (court métrage) d'Yvette Caldas
- 2018 : Venerman

## Théâtre

### Metteuse en scène
- 1996 : Les Eaux et Forêts, de Marguerite Duras au Théâtre de la Gaîté-Montparnasse
- 2010 : Une femme à Berlin, au Théâtre du Rond-Point
- 2013 : Prendre le risque d'aller mieux de Bruno Nuytten au festival misesencapsules
- 2018 : Belle-fille au Festival d'Avignon avec Maud Wyler
- 2020 : Exécuteur 14, d'Adel Hakim au Théâtre du Rond-Point avec Swann Arlaud et Mahut
- 2025 : Trahisons de Harold Pinter au Théâtre de l'Œuvre

## Publication
- Belle-fille, Nil, 2019